# 松田宏一郎
松田 宏一郎（まつだ こういちろう、1961年 - ）は、日本の政治学者、立教大学法学部教授。専門は日本政治思想史。

## 略歴
広島県生まれ。1983年早稲田大学政治経済学部政治学科卒、1988年東京都立大学 (1949-2011)大学院社会科学研究科博士課程単位取得満期退学、立教大学法学部助手、1990年退職、1991年「陸羯南における《政論》の方法と明治二〇年代の《政治社会》」で法学博士。
1992年岐阜大学教育学部助教授、1995年立教大学助教授、1998-2000年ケンブリッジ大学クレア・ホール客員フェロー、1999年から現職。2008年『江戸の知識から明治の政治へ』でサントリー学芸賞受賞。
東京都立大学 (1949-2011)大学院では丸山眞男門下の宮村治雄に師事した。

## 著書
- 『江戸の知識から明治の政治へ』ぺりかん社、2008年2月
- 『陸羯南 自由に公論を代表す』ミネルヴァ書房〈ミネルヴァ日本評伝選〉、2008年
- 『擬制の論理自由の不安 近代日本政治思想論』慶應義塾大学出版会、2016年

### 編著
- 『歴史のなかの日本政治1　自由主義の政治家と政治思想』五百旗頭薫共編、中央公論新社、2014年